# الهشاش (يهر)

تعديل مصدري - تعديل

الهشاش هي إحدى قرى عزلة يهر بمديرية يهر التابعة لمحافظة لحج، بلغ تعداد سكانها 349 نسمة حسب تعداد اليمن لعام 2004.